# Tombes marínides de Fes
Les tombes marínides de Fes són un conjunt de tombes monumentals situades dalt d'un pujol de la medina prop de Fes, al Marroc. Són en ruïnes en un turó sobre i al nord de Fes al-Bali. Originàriament, eren una necròpolis reial de la dinastia marínida que va governar el Marroc entre els segles XIII i XV. Avui en dia, són un popular mirador de la ciutat històrica.
Són unes ruïnes de l'antic palau i necròpolis benimerina. Els antics cronistes recolliren que les tombes meravellaven pel seu magnífic marbre i l'esplendor dels seus epitafis acolorits. Actualment, les tombes estan ja molt deteriorades, però ofereixen una meravellosa vista sobre la ciutat. El tram de la muralla que queda als seus peus és el més antic de les defenses de la medina. Alguns segments daten del segle xii, com és el cas de Broj Kaoukeb, en què en altres temps se situava el barri dels leprosos. Les tombes dominen un cementiri que s'estén fins a Bab Guissa, una porta almohade del segle xiii.

## Rerefons històric
Les tombes en ruïnes daten del segle xiv, durant la dinastia marínida (segles XIII-XV), d'aquí el seu nom.
Els marínides van conquerir Fes el 1250 (CE) i la van convertir en la seva capital, consolidant finalment aquest estatus mitjançant la construcció d'un nou palau-ciutat fortificat, Fes el-Jdid, el 1276 al costat de la ciutat antiga existent (Fes al-Bali). Abans de la fundació de Fes el-Jdid, però, algunes fonts descriuen que els marínides ja havien establert el seu primer palau fortificat al turó al nord de Fes el-Bali conegut com al-Qula (avui també conegut com el "Turó dels Marinids"). Aquest palau també incloïa una mesquita (les restes de la qual, inclòs un mihrab, van sobreviure fins a l'època moderna) i una casa de banys (hammam). Algunes fonts atribueixen aquestes estructures, o un predecessor seu, al regnat anterior del califa almohade Muhammad al-Nasir (governat 1199-1213), que també va ser responsable de la reconstrucció de les muralles de la ciutat. Un altre autor atribueix la construcció del palau al-Qula a després de 1287, més o menys al mateix temps que els marínides van crear el Jardí Mosara al nord de Fes el-Jdid. Encara que no ha estat possible reconstruir la disposició i l'aspecte del palau, el cronista històric Lléo l'Africà va afirmar que el palau era impressionant.
Una necròpolis reial es va desenvolupar finalment en aquest lloc, on algunes altres tombes ja existien als segles xi i xii (potser connectades amb el proper cementiri de Bab Guissa). Prop d'aquest lloc es van descobrir dues esteles (làpides) marínides al segle XX: una pertanyia a una jove princesa anomenada Zineb que va morir el 1335 i l'altra pertanyia a un alt funcionari anomenat Abu Ali al-Nasir que va morir a principis del mateix segle. Les dues esteles es conserven ara al Museu Dar Batha de Fes. Fins a mitjans del segle xiv, la dinastia marínida va enterrar els seus governants a la necròpolis reial de Chellah, als afores de Rabat. El sultà Abu Inan, però, va ser enterrat a la Gran Mesquita de Fes el-Jdid després de la seva mort el 1358 i després d'això els seus successors, començant per Ibrahim ibn Ali, van ser enterrats a la necròpolis del turó al-Qula al costat del palau marínida. Van continuar sent enterrats en aquest turó entre 1361 i 1398 i després de nou al final de la dinastia el 1465, quan Abd al-Haqq hi va ser enterrat.
Avui en dia, encara no s'han dut a terme excavacions arqueològiques exhaustives al lloc de les tombes. Malauradament, aquí han sobreviscut molt poques restes del complex del palau marínida, en part a causa de les contínues excavacions al llarg dels segles i de construccions més recents.